# Natalia Sóboleva
Natalia Andréyevna Sóboleva –en ruso, Наталья Андреевна Соболева– (Tashtagol, 11 de diciembre de 1995) es una deportista rusa que compite en snowboard. Su hermano Andréi también compite en snowboard.
Ganó una medalla de plata en el Campeonato Mundial de Snowboard de 2019, en la prueba de eslalon gigante paralelo.

## Medallero internacional
| Campeonato Mundial | Campeonato Mundial         | Campeonato Mundial | Campeonato Mundial       |
| Año                | Lugar                      | Medalla            | Competición              |
| ------------------ | -------------------------- | ------------------ | ------------------------ |
| 2019               | Park City (Estados Unidos) | Medalla de plata   | Eslalon gigante paralelo |